# Nuncq-Hautecôte
Nuncq-Hautecôte település Franciaországban, Pas-de-Calais megyében. Lakosainak száma 473 fő (2022. január 1.). Nuncq-Hautecôte Écoivres, Ligny-sur-Canche, Boubers-sur-Canche, Flers, Framecourt, Frévent, Séricourt és Sibiville községekkel határos.

## Népesség
A település népességének változása:
| Lakosok száma | 418  | 451  | 476  | 476  | 490  | 496  | 488  | 481  | 473  |
|               | 2013 | 2015 | 2016 | 2017 | 2018 | 2019 | 2020 | 2021 | 2022 |